# Kanton Annecy-4
Der Kanton Annecy-4 (früher Seynod) ist seit 1973 ein französischer Wahlkreis für die Wahl des Départementrats im Département Haute-Savoie in der Region Auvergne-Rhône-Alpes. Er umfasst zehn Gemeinden im Arrondissement Annecy und hat sein Bureau centralisateur in Annecy. Im Rahmen der landesweiten Neuordnung der französischen Kantone wurde er im Frühjahr 2015 um eine Gemeinde verkleinert.

## Gemeinden
Der Kanton besteht aus zehn Gemeinden und Gemeindeteilen mit insgesamt 55.215 Einwohnern (Stand: 2022) auf einer Gesamtfläche von 105,22 km²:
| Gemeinde                  | Einwohner 1. Januar 2022 | Fläche km² | Dichte Einw./km² | Code INSEE | Postleitzahl                      |
| ------------------------- | ------------------------ | ---------- | ---------------- | ---------- | --------------------------------- |
| Annecy                    | 41.604                   | 14,99      | 2.775            | 74010      | 74000, 74370, 74600, 74940, 74960 |
| Chavanod                  | 3.024                    | 13,36      | 226              | 74067      | 74650                             |
| Duingt                    | 1.069                    | 4,39       | 244              | 74108      | 74410                             |
| Entrevernes               | 197                      | 8,31       | 24               | 74111      | 74410                             |
| La Chapelle-Saint-Maurice | 118                      | 6,48       | 18               | 74060      | 74410                             |
| Leschaux                  | 309                      | 12,52      | 25               | 74148      | 74320                             |
| Montagny-les-Lanches      | 812                      | 4,38       | 185              | 74186      | 74600                             |
| Quintal                   | 1.252                    | 9,13       | 137              | 74219      | 74600                             |
| Saint-Eustache            | 486                      | 10,54      | 46               | 74232      | 74410                             |
| Saint-Jorioz              | 6.344                    | 21,12      | 300              | 74242      | 74410                             |
| Kanton Annecy-4           | 55.215                   | 105,22     | 525              | 7416       | –                                 |

1. ↑   Nur der südwestliche Teil der Gemeinde, der Rest verteilt sich auf die Kantone Annecy-1, Annecy-2 und Annecy-3

Bis zur landesweiten Neuordnung der französischen Kantone im März 2015 gehörten zum Kanton Annecy-4 dieselben zehn Gemeinden plus Sévrier. Sein Zuschnitt entsprach einer Fläche von 126,85 km2. Er besaß vor 2015 den INSEE-Code 7433.

## Veränderungen im Gemeindebestand seit der landesweiten Neuordnung der Kantone
2017: Fusion Annecy (Kanton Annecy-1 und Annecy-2), Annecy-le-Vieux (Kanton Annecy-le-Vieux), Cran-Gevrier, Meythet (Kanton Annecy-1), Pringy (Kanton Annecy-le-Vieux) und Seynod → Annecy

## Politik
| Vertreter im Departementrat | Vertreter im Departementrat       | Vertreter im Departementrat |
| Amtszeit                    | Namen                             | Partei                      |
| --------------------------- | --------------------------------- | --------------------------- |
| 1991–2015                   | Françoise Camusso                 | UMP                         |
| 2015–2021                   | Françoise Camusso Vincent Pacoret | LR UDI                      |
| 2021–                       | Magali Mugnier Lionel Tardy       | DVD LR                      |